# Калинчак, Ян
Ян Ка́линчак (словац. Ján Kalinčiak; 10 августа 1822, Горне-Затурчье (ныне в составе Мартина) — 16 июня 1871, Мартин) — словацкий писатель, поэт, литературный критик, педагог. Один их видных представителей романтизма в словацкой литературе. Теоретик, пытавшийся сформулировать эстетические принципы литературного романтизма.

## Биография

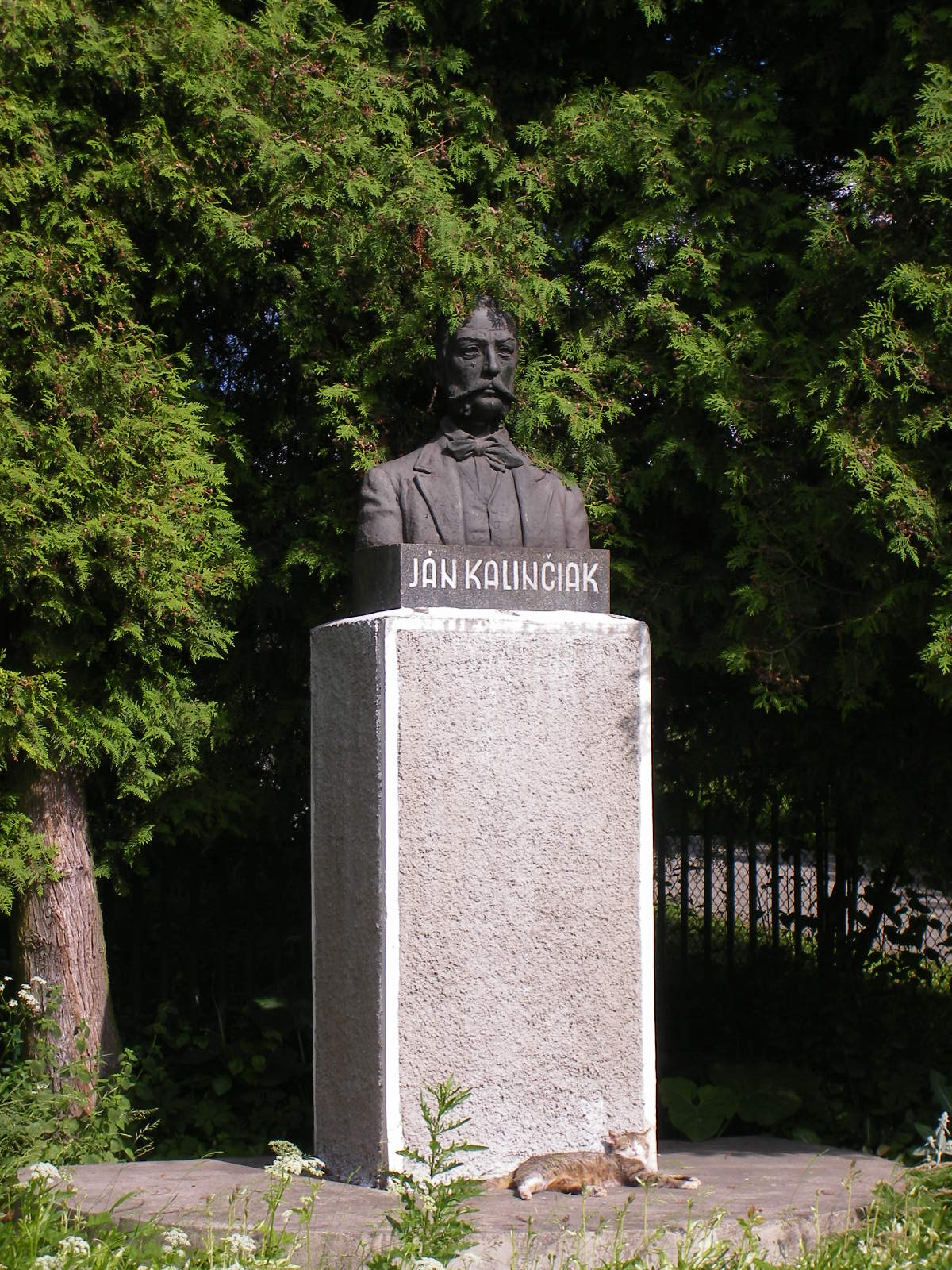
Бюст Яна Калинчака на родине писателя

Ян Калинчак — сын евангелистского священника и его супруги-дворянки. Обучался в Братиславе и Университете Галле.
С 1846 работал учителем философии, затем — директором гимназии в г. Модра, а с 1858 по 1869 — в силезском Цешине, где подружился с Михалом Годжой, одним из основателей Словацкой Матицы.
После ухода на пенсию, переехал в Мартин, где редактировал ежемесячник «Orol».
Похоронен на Народном кладбище в Мартине.

## Творчество
Дебютировал как поэт, но известен главным образом как выдающийся мастер словацкой романтической прозы. Примыкал к романтической школе Людовита Штура. Вначале писал по-чешски, с 1843 года — по-словацки.
Ян Калинчак — автор исторических произведений, рассказов и повестей описывающих быт и нравы мелкопоместного дворянства. В исторических книгах («Могила Милко», 1845—1846 и др.), романе «Липтовский князь» (1852) отстаивал идеи национально-освободительной борьбы. Не оставаясь в рамках романтизм писатель в повести «Выборы» (1860) правдиво, в реалистической манере показал быт и нравы мелкопоместного дворянства (по повести создан одноименный словацкий фильм, 1957).

## Избранная библиография

#### Поэзия
- Králův stůl (1842),
- Bojovník, báseň, která zľidověla (1846),
- Krakoviaky ,
- Márii od Jána ,
- Pozdravenie (1847),
- Rada ,
- Moja mladosť ,
- Smutný pohrab

#### Проза
- Bozkovci (1842),
- Milkov hrob ,
- Bratova ruka (1845),
- Púť lásky ,
- Mládenec slovenský ,
- Svätý Duch,
- Reštavrácia (1860) ,
- Orava (1870)